# 漢陰県
漢陰県（かんいん-けん）は中華人民共和国陝西省安康市に位置する県。

## 行政区画
- 鎮:城関鎮、澗池鎮、蒲渓鎮、平梁鎮、双乳鎮、鉄仏寺鎮、漩渦鎮、漢陽鎮、双河口鎮、観音河鎮